# Butterfly (песня Мэрайи Кэри)
«Butterfly» (Бабочка) — песня, написанная американской певицей Мэрайей Кэри и Уолтером Афанасьевым для седьмого студийного альбома Кэри Butterfly 1997 года. Песня была издана вторым синглом альбома 7 декабря 1997 года, а в 1998 году «Butterfly» её номинировали на премию Грэмми в категории Лучшее женское вокальное поп-исполнение.

## История
«Butterfly» это личная баллада, навеянная жизнью исполнительницы в последние годы (включая развод с Томми Моттолой, произошедший 30 мая 1997) и объединяющая несколько стилей музыки, включая такие как поп, R&B, госпел. В своем обзоре альбома журналист Дэвид Браун из издания Entertainment Weekly прокомментировал текст песни как кусочек цветастого поп-госпела. В период записи Butterfly произошёл разрыв брака певицы с её мужем Томми Моттолой, крупным бизнесменом в звукозаписывающей сфере с которым они были женаты с 5 июня 1993 года, что и отразилось на теме песни.
Песня получила положительные отзывы музыкальной критики и интернет-изданий: Billboard, Slant.
Песня «Butterfly» была вторым синглом, изданным с альбома Butterfly и имела умеренный успех в чартах. В США сингл даже не вошёл в основной американский хит-парад Hot 100 журнала Billboard, так не был издан коммерческим релизом. Однако, благодаря живым концертным исполнения и популярности он попал в такие чарты как Hot 100 Airplay (достигнув позиции № 16), Adult Contemporary (№ 11), Dance Club Songs (№ 13). В Канаде песня дебютировала в чарте RPM Singles Chart на 57-м месте в чарте RPM, изданном 3 ноября 1997 года и достигла 22-го места 1 декабря 1997 года, и оставалась в нём в сумме 14 недель.
Успех песни в Европе был ограниченным из-за некоммерческого релиза. В Великобритании сингл достиг лишь позиции № 22 в неделю, начавшуюся 13 декабря 1997 года. «Butterfly» оставался в британском чарте 6 недель, выпав из него 17 января 1998 года. Во Франции и Голландии песня достигла позиций № 43 и № 52, соответственно. В Австралии «Butterfly» вошла в top-40, достигнув позиции № 27 и оставаясь в чарте в сумме 10 недель. «Butterfly» была № 15 в Новой Зеландии, проведя там 7 недель в чарте. В 1998 году «Butterfly» была номинирована на премию 1998 Grammy Award в категории Best Female Pop Vocal Performance, уступив победу Саре Маклахлан с песней «Building a Mystery».

## Видео
Музыкальное видео было поставлено совместно Мэрайей Кэри и режиссёром Дэниелем Перлом, который известен по своему участию (как оператор) в создании фильмов Техасская резня бензопилой и Пятница, 13-е. Видео, как и песня, наполнено образами и метафорами всего того, что тогда происходило в жизни певицы в то время, включая ухудшение отношений с мужем и развод.

## Концертные исполнения

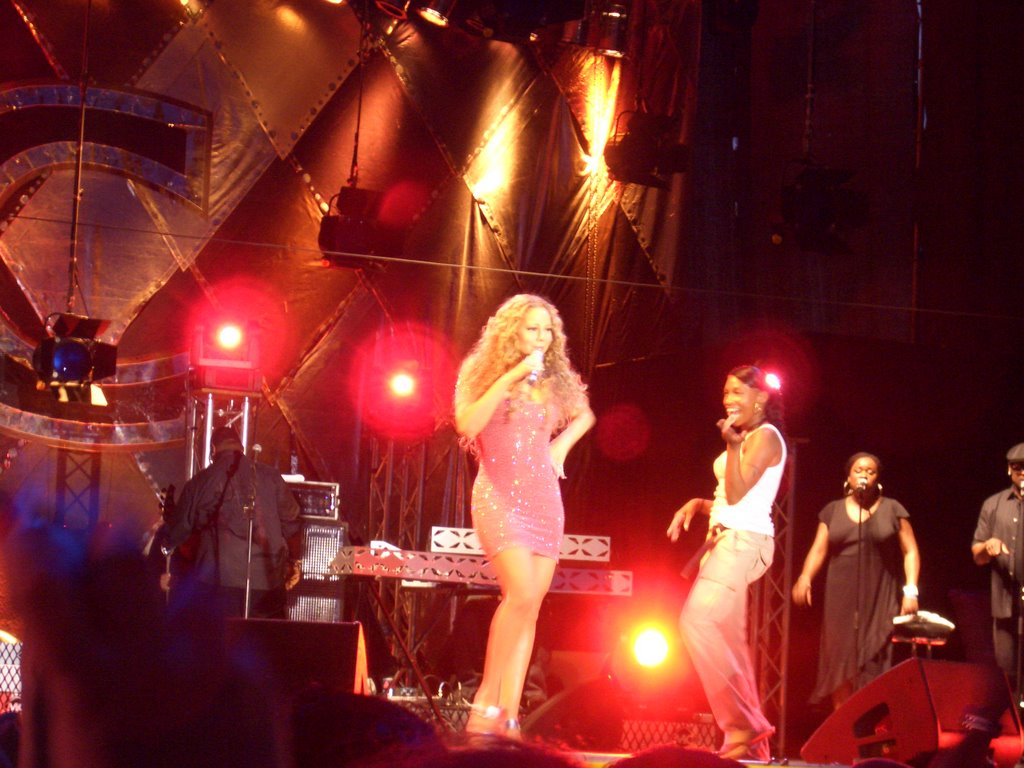
Исполнение «Butterfly» в Германии во время Adventures of Mimi concert tour

Кэри исполняла песню «Butterfly» на многочисленных американских и европейских телевизионных шоу-программах. В США, Кэри впервые представила песню во время вступления в программе «Позднее шоу с Дэвидом Леттерманом». Кэри была одета в чёрное платье средней длины, и сопровождалась несколькими бэк-вокалистками, Вальтером Афанасьевым на фортепиано и Рэнди Джексоном, играющим на бас-гитаре. 17 сентября Кэри выступила с песней на шоу Saturday Night Live, вместе с исполнением «My All». 12 ноября Кэри спела «Butterfly» в программе Шоу Опры Уинфри вместе с предыдущим своим хитом «Hero». На этот раз Кэри была короткой синей юбке в сопровождении группы госпел бэк-исполнителей. В Европе Кэри исполнила песню на популярном немецком игровом шоу Wetten, dass..? в сопровождении трёх бэк-вокалисток.
Также песня исполнялась во время концертных туров Butterfly World Tour (1998) и Angels Advocate Tour.

## Форматы и треки
American Promotional CDS
1. «Butterfly»
2. «Fly Away (Butterfly Reprise)»

## Позиции в чартах
| Чарт (1997)                                | Высшая позиция |
| ------------------------------------------ | -------------- |
| Австралия (ARIA)                           | 27             |
| Бельгия/Фландрия (Ultratip Bubbling Under) | 5              |
| Канада (Nielsen BDS Airplay Chart)         | 16             |
| Канада (RPM Top Singles)                   | 22             |
| Канада (RPM Adult Contemporary)            | 23             |
| Европа (European Hot 100 Singles)          | 61             |
| Франция (SNEP)                             | 43             |
| Германия (Official German Charts)          | 76             |
| Нидерланды (Single Top 100)                | 52             |
| Новая Зеландия (Recorded Music NZ)         | 15             |
| Шотландия (OCC Scotland)                   | 36             |
| Швеция (Sverigetopplistan)                 | 24             |
| Великобритания (OCC UK Singles)            | 22             |
| Великобритания (OCC UK Hip Hop/R&B)        | 5              |
| США (Billboard Radio Songs)                | 16             |
| США (Billboard Adult Contemporary)         | 11             |
| США (Billboard Adult Pop Airplay)          | 35             |
| США (Billboard Dance Club Songs)           | 13             |
| США (Billboard Pop Airplay)                | 14             |
| США (Billboard R&B/Hip-Hop Airplay)        | 27             |
| США (Billboard Rhythmic)                   | 8              |
| США (Billboard Tropical Airplay)           | 19             |